# Chris-Ebou Ndow
Chris-Ebou Ndow (* 10. Dezember 1993 in Bodø) ist ein norwegischer Basketballspieler.

## Werdegang
Ndow, Sohn einer norwegischen Mutter sowie eines aus Gambia stammenden Vaters, wuchs in Stavanger auf. Er spielte in seinem Heimatland für die Vereine Stavanger Basket, Gimle BBK, Ulriken Eagles und Frøya Basket.
Im Spieljahr 2013/14 stand der Norweger zunächst in Diensten des deutschen Zweitligisten BiG Gotha, bestritt in der 2. Bundesliga zwei Begegnungen sowie sieben in Gothas zweiter Mannschaft (2. Regionalliga). Im Februar 2014 ging Ndow zu Frøya Basket in die Stadt Bergen zurück.
Zwischen 2014 und 2018 weilte er an der Northwest Missouri State University in den Vereinigten Staaten. Im Spieljahr 2014/15 nahm Ndow nicht am Wettkampfbetrieb teil, danach war er Stammspieler der Hochschulmannschaft, die der zweiten NCAA-Division angehört. Der Norweger wurde in der Mid-America Intercollegiate Athletics Association (MIAA) als Basketballspieler für seine Verteidigungs- sowie abseits des Sports für seine Studienleistungen ausgezeichnet.
Nach der Beendigung seines Studienaufenthalts in den Vereinigten Staaten kehrte er in sein Heimatland zurück, spielte anschließend für die französischen Zweitligisten ASC Denain-Voltaire und Boulazac Basket Dordogne. Anfang Februar 2022 schloss sich Ndow dem spanischen Zweitligisten Leyma Coruña an und gehörte der Mannschaft bis zum Ende des Spieljahres 2021/22 an.
2022/23 stand Ndow bei Heroes Den Bosch in den Niederlanden unter Vertrag. Mit der Mannschaft trat er in der belgisch-niederländischen BNXT-Liga, in der niederländischen Meisterschaft sowie im europäischen Wettbewerb FIBA Europe Cup an. In der Sommerpause 2023 wurde er vom deutschen Bundesligisten Mitteldeutscher BC verpflichtet. Für den MBC bestritt er 31 Bundesligaspiele (9,6 Punkte je Begegnung). Nach dem Ende des Spieljahres 2023/24 kam es zur Trennung. Ndow wurde im Juli 2024 vom französischen Erstligisten Cholet Basket unter Vertrag genommen.
Zur Saison 2025/26 wechselte er zur japanischen Mannschaft Veltex Shizuoka.

### Nationalmannschaft
Ndow nahm 2011 mit der norwegischen U18-Auswahl an der B-Europameisterschaft dieser Altersklasse teil und war mit 22,3 Punkten je Begegnung der beste Korbschütze des Turniers. Er wurde später auch A-Nationalspieler.